# Parm
Das Parm war ein schwedisches Volumen- und Heumaß. Das Maß entsprach praktisch 3 Klafter.
Die Abmessungen für das Raummaß waren
- 4 ¾ Ellen in Länge und Breite, 3 3/4  Ellen für die Höhe, also 84 39/64 Kubikellen.
- 1 Parm = 17,7151 Kubikmeter